# Feuerwehr-Ehrenzeichen (Bayern)
Im  Freistaat Bayern gab und gibt es verschiedene Feuerwehr-Ehrenzeichen.

## Ab 1920
Ab 1920 existierten zwei Feuerwehr-Ehrenzeichen, die bis 1936 verliehen wurden.

### Feuerwehr-Ehrenzeichen für 25-jährige Dienstzeit
Das Feuerwehr-Ehrenzeichen wurde am 1. Juni 1920 für 25-jährige Dienstzeit vom Bayerischen Ministerrat gestiftet. Die zunächst aus Gusseisen (ab 1922 aus Zink und ab 1928 aus Argentan oder Silber) gefertigte ovale Medaille zeigt mittig einen Feuerwehrhelm, der von Ranken umgeben ist. Auf der Rückseite befindet sich die Inschrift FÜR 25 JÄHRIGE DIENST-ZEIT. Getragen wurde die Auszeichnung an einem sieben Mal himmelblauen und sechs Mal weißen Band auf der linken Brust.

### Feuerwehr-Ehrenzeichen für 40-jährige Dienstzeit
Dies wurde am 1. Juli 1920 von der Bayerischen Staatsregierung für treue und aktive Feuerwehrdienste gestiftet. Die zunächst aus Gusseisen (ab 1922 aus Zink und ab 1928 aus vergoldeter Bronze) gefertigte ovale Medaille zeigt mittig einen Feuerwehrhelm, der von Ranken umgeben ist. Auf der Rückseite befindet sich die Inschrift FÜR 40 JÄHRIGE DIENST-ZEIT. Getragen wurde die Auszeichnung früher an einem weinroten Band auf der linken Brusttasche der Uniform; später glich das Band der Auszeichnung für 25 Jahre.

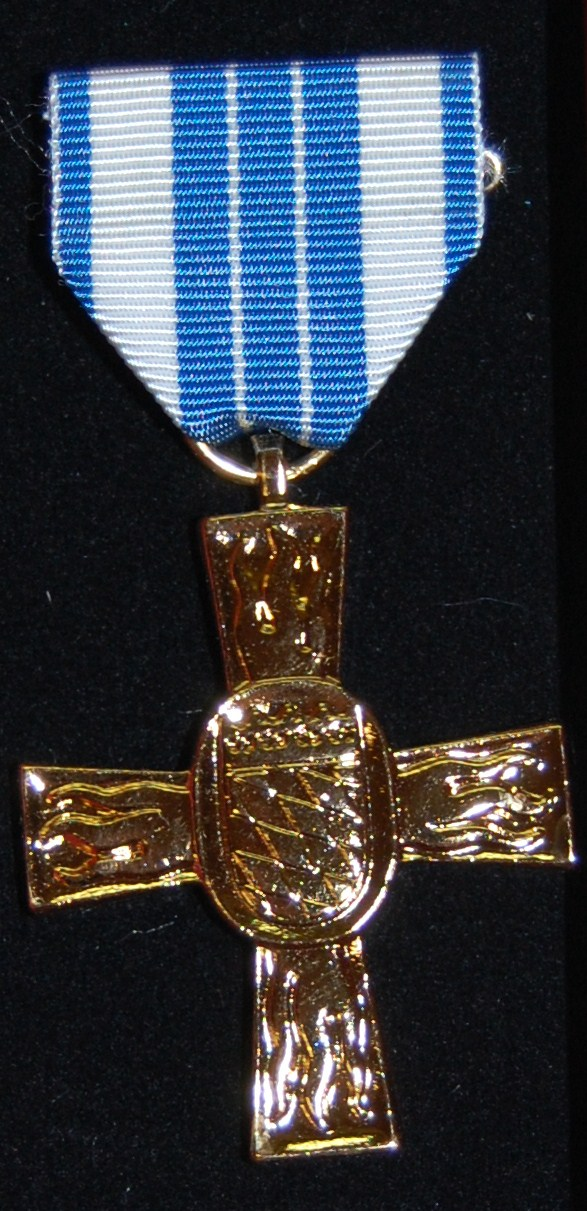
Feuerwehr-Ehrenzeichen in Gold (I. Klasse) des Freistaates Bayern

## Nach 1945
Nach dem Krieg gab es zunächst nur eine Feuerwehr-Ehrenurkunde. Ein neues Feuerwehr-Ehrenzeichen wurde erst am 28. April 1953 von der Bayerischen Staatsregierung gestiftet. Ab 1956 gab es eine etwas verkleinerte zweite Form. Sie wurde als Ehrenzeichen am Bande in drei Klassen für 25-jährige (Bronze), 40-jährige (Silber) und 50-jährige (Gold) aktive Dienstzeit bei einer Freiwilligen Feuerwehr oder einer Werkfeuerwehr verliehen. Am 1. März 1972 erfolgte eine Neuordnung mit dem Wegfall der Bronzestufe. Die bisherigen Träger des bronzenen Ehrenzeichens wurden berechtigt, die silberne Stufe anzulegen.
Somit wird jetzt die Stufe Silber nach 25 Jahren bzw. Stufe Gold nach 40 Jahren aktiver Dienstzeit verliehen. Wobei die Dienstzeit bereits mit dem 12. Lebensjahr beginnt.
Das Ehrenzeichen zeigt ein Flammenkreuz, das in der Mitte das kleine bayerische Staatswappen trägt und mit der Umschrift versehen ist „Für Verdienste im Feuerlöschwesen“.
Zudem gibt es ein Feuerwehr-Ehrenzeichen für besondere Verdienste in der Form eines Steckkreuzes, das am 4. Mai 1955 durch die Bayerische Staatsregierung gestiftet wurde. Es ist ein weiß emailliertes, golden gefasstes, schlankes Kreuz mit diagonal verlaufenden roten Flammen; in seiner Mitte ist das kleine bayerische Staatswappen auf einem Schild aufgesetzt.

### Großes Ehrenzeichen für 50-jährige Dienstzeit
In seiner Sitzung vom 12. Dezember 2017 beschloss der Bayerische Ministerrat die Einführung eines Großen Ehrenzeichens für 50-jährige aktive Dienstzeit bei Feuerwehr, Rettungsdienst und Katastrophenschutz.